# Brechmorhoga travassosi
Brechmorhoga travassosi is een libellensoort uit de familie van de korenbouten (Libellulidae), onderorde echte libellen (Anisoptera).
De wetenschappelijke naam Brechmorhoga travassosi is voor het eerst geldig gepubliceerd in 1946 door Santos.